# Филип II Шпански
Филип II од Шпаније или Филип II Хабзбуршки (шп. Felipe II de Habsburgo, порт. Filipe I), зван још и Разборити, рођен је 21. маја 1527. године у Ваљадолиду, а умро је 13. септембра 1598. године у Мадриду, сахрањен у Ескоријалу. Био је краљ Шпаније од 1556. до своје смрти, и краљ Португала од 1580. остваривши тако Иберијску унију која је трајала 60 година.
Био је син и наследник Карла I од Шпаније и Изабеле од Португала, унук Хуане Луде и Филипа Лепог по оцу, и Мануела I од Португала и Марије од Кастиље по мајци. Након абдикације Карла I, преузео је шпански престо и владао је све до своје смрти пространим царством које су чинили Кастиља, Арагон, Каталонија, Навара, Валенсија и Росељон, као и Низоземска, Сицилија, Сардинија, Милано, Напуљ, Аран, Тунис, Португал, шпанске и португалске колоније у Америци и Филипини.
Највећи проблем на пољу унутрашње политике била је смрт 1568. престолонаследника Карлоса, који је био ухапшен због наводног учешћа у завери коју је племство сковало против Филипа.
Што се спољне политике тиче, Филип се прописно бринуо о свом царству које је наследио од оца, како на војном плану, тако и у погледу бракова које је током свог живота склопио. Пред надолазећом претњом која је стизала са Истока у виду све јачег Османског царства, основао је Свету лигу која је однела победу над османском флотом у бици код Лепанта 1571. године. Био је у сукобу с Француском због контроле Напуља и Милана, сукоб који се на крају завршио Споразумом у Като-Камбрезеу 1559. Једна од тачака тог споразума био је и брак са Изабелом Валоа, кћерком француског краља Анрија II и Катарине Медичи. С Енглеском је од смрти своје супруге, Мери I Тјудор, непрестано ратовао око превласти на мору. Овај сукоб је коначно приведен крају након пораза Шпанске армаде 1588. Такође је током своје владавине безуспешно ратовао у Низоземској због религиозних питања.
Упркос свим овим проблемима, Филип II је ипак на политичком плану постигао успех уједињењем Иберијског полуострва анексијом Португала и његових колонија пошто је наследио португалски престо 1581. године, чиме је заокружио процес уједињења које су започели Католички краљеви. Удаљио је племиће из државних послова и заменио их краљевским секретарима пореклом из средње класе. Дао је коначни облик државног Савета, наметнуо је прерогативе Цркви, кодификовао законе и извршио пописе становништва и богатства државе.

## Младост
Филип је био син Карла V, цара Светог римског царства, и Изабеле Авиз од Португала. Рођен је у Ваљадолиду, главном граду Шпаније, 21. маја 1527. године. Дворски живот и култура Шпаније имали су важан утицај на Филипа. Учитељ му је био Хуан Мартинез, будући надбискуп Толеда. Филип је стекао солидно образовање. Говорио је латински, шпански и португалски језик, али није успео да достигне знање свога оца. На Филипа су у Светом римском царству гледали као на странца. Осећања су била узајамна. Филип се осећао као Шпанац. Одрастао је на кастиљском двору. Његов матерњи језик био је шпански, а и он сам је више волео да живи у Шпанији. Априла 1528. године кортес Кастиље заклео се Филипу на верност. Филип је до смрти своје мајке (1539) одрастао на двору у Кастиљи. Растао је са две сестре, Хуаном и Маријом, као и са Луисом де Рекенсисом, будућим значајним шпанским политичарем у Низоземској.

## Шпанија
Ратничке вештине Филип је учио од војводе од Албе. Учествовао је у Италијанским ратовима. Присуствовао је опсади Перпињана 1542. године. По повратку у Кастиљу, Филипу су се заклели кортеси Арагона. Отац је годину дана раније почео да га припрема за владара. Поставио га је за војводу Милана (1540) и поверио му је регентство над Шпанијом 1543. године. Отац га је оставио са искусним саветницима, пре свега са секретаром Франциском де лос Кобосом и војводом од Албе.
Неколико година Филип је живео у Низоземској, након чега је одлучио да се врати у Шпанију. Понео је неколико титула, укључујући и титулу принца Астурије и наследника Шпанског краљевства и Царства. Филипов отац преговарао је о женидби свога сина са Хуаном III, ћерком Енрикеа II од Наваре, чиме би се окончала вишедеценијска непријатељства. Међутим, због уплитања француског краља Франсое I, брак није остварен. Филип је наследио шпанске поседе свога оца 1556. године. У Навари Филип никада није успео да успостави мир. Кортеси Арагона побунили су се 1592. године. Парламент је дуго одбијао да Филипу положи заклетву верности. Филип је 1592. године на челу војске стигао у Памплону. Избили су немири, али их је војска угушила.
Филип се суочио и са верским проблемима у Шпанији, односно са питањем Мориска. У питању је био део становништва кога је немогуће асимиловати. Питање Мориска протеже се још од пада таифе Гранаде 1492. године. Филипови претходници покушавали су у више наврата да силом наметну Морисцима хришћанство. Устанак Мориска избио је 1569. године у јужној шпанској провинцији Гранади. Филип је угушио устанак и наредио протеривање Мориска из Гранаде. Упркос огромној територији, Шпанија је била слабо настањена земља те је давала ограничене приходе од пореза (за разлику од Француске која је била много гушће насељена). Филип се суочавао са тешкоћама у прикупљању пореза. Његова владавина означава почетак процвата Шпаније у културном погледу, односно почетак "Златног доба".

## Италија
Карло V је абдицирао у Напуљу 25. јула 1554. године. Филип је тада понео титулу краља Напуља и Сицилије. Крунисао га је папа Јулије III 2. октобра исте године. Датум Карлове абдикације са сицилијанског престола није сигуран, али се од 18. новембра 1554. године Филип назива краљем Сицилије и Јерусалима. Јулија је 1555. године наследио папа Павле IV. Филип му је објавио рат у намери да територију Папске државе припоји Шпанији. У једном писму Филип пише да је против папе Павла ратовао за добробит цркве. Фернандо Алварез де Толедо, војвода Албе је августа 1557. године био пред зидинама Рима. Септембра исте године потписан је мировни споразум. Филип је привео крају Италијанске ратове. Шпанска војска одлучно је 1557. године поразила Французе у бици код Сент Квентина и следеће године код Гравелина. Уговором у Като-Камбрезију, Шпанија је 1559. године добила Пијемонт, власт над Италијом и Корзику, Војводство Савоју и Ђеновљанску републику. Француска је признала шпанску контролу над Франш-Контеом. Папа је остао шпански савезник. Шпанска контрола над Италијом трајаће све до почетка 18. века. Прекинута је по завршетку Рата за шпанско наслеђе. Миром у Като-Камбрезију завршен је шездесетогодишњи шпанско-француски рат за контролу над Италијом.
Након 1559. године Шпанија је најмоћнија сила Европе. На престолу Енглеске и Француске се од 1559. године налазе жене и деца. Анрија II Валоу је наследио малолетни Франсоа II, а Француска ће убрзо запасти у верски рат. Мери Тјудор ће у Енглеској наследити Елизабета I.

## Француска
Француски верски ратови, познати и као Хугенотски ратови, потресали су Краљевство Француску током већег дела друге половине 16. века. Сукоби су избили након масакра у Васију од стране Франсоа Гиза и католичке лиге. Током Хугенотских ратова сукобиле су се аристократске породице Гиз и Бурбон. Обе породице тражиле су помоћ страних владара. Филип је 1556. године потписао мир са Анријем II на основу кога је задржао Франш-Конте. Споразум је потврђен 1559. године. Током Рата за португалско наслеђе, претендент Антонио од Кратоа, Филипов противник, побегао је у Француску. Филипова флота кренула је да заузме Азорска острва. Англо-француске снаге под Филипом Строцијем, иначе Фирентинцем у служби француског краља, напале су 26. јула 1582. године шпанску флоту. У бици код Понта Делгаде Шпанци односе победу након чега су заузели Азорска острва. Филипова флота била је највећа европска флота све до појаве флоте Луја XIV.
Филип је финансирао католичку лигу током Француских верских ратова. Директно се умешао у завршну фазу (1589-1598) те је наредио војводи од Парме да нападне краља Анрија IV и да покуша да постави Филипову ћерку Изабелу на француски престо. Анри је опсео Париз (1590), а Александар Фарнезе је притекао у помоћ побуњеним грађанима. Шпанске трупе пружају помоћ устаницима и приликом опсаде Руена 1592. године. Анри је 1593. године прешао у католицизам. Већина Француза тада је прешла на његову страну. Јануара 1595. године Анри је званично објавио рат Шпанији. Јуна 1595. године Французи односе победу. Шпанци 1596. године заузимају Кале. Након шпанског освајања Амијена (март 1597), Французи су предузели дуготрајну опсаду овог града. Анри је ступио у преговоре са Шпанијом након што је вратио Амијен. Мир је склопљен маја 1598. године у Вервену. Углавном су потврђене одредбе споразума из 1559. године. У међувремену је Анри издао Нантски едикт којим су хугеноти у Француској стекли право слободе вероисповести. Тиме су окончани верски ратови у Француској.

## Медитеран
На почетку своје владавине, Филип је био забринут због растуће моћи Османског царства под Сулејманом Величанственим. Страх од исламске доминације на Медитерану навео га је да настави агресивну спољну политику свога претходника. Турски адмирал Пијале-паша заузео је Балеарска острва 1558. године. Посебно је опљачкана Менорка, а становништво је одведено у робље. Филип је молио папу да формира свету лигу за борбу против Османлија. Његов отац трпео је поразе од адмирала Хајрудин-паше Барбаросе (1541) што је створило мир о непобедивости Турске који је изазивао страх и панику међу хришћанима. Године 1560. Филип је образовао Свету лигу коју су, уз Шпанију, чиниле Млетачка република, Ђенова, Папска држава, Савојско војводство и Малтешки витезови. Флота Свете лиге састала се у Месини и састојала се од 200 бродова (60 галија и 140 других пловила) са укупно 30.000 војника под командом Ђованија Дорије, нећака чувеног ђеновљанског адмирала Андреа Дорије. Марта 1560. године Света лига заузела је острво Ђербу које је доминирало поморским путем од Алжира до Триполија. Сулејман Величанствени је послао флоту од 120 бродова под Пијали-пашом која је 14. маја 1560. године нанела хришћанима пораз у бици код Ђербе.
Света лига изгубила је 60 бродова (30 галије) и 20.000 људи. Сулејман је 1565. године предузео опсаду Малте, али је острво успешно одбранио Жан де ла Валет, велики мајстор Хоспиталаца. Борба против Турака на Медитерану кулминирала је 1571. године. Након турског заузећа Кипра (Кипарски рат) Света лига нанела је пораз муслиманима у бици код Лепанта. Хришћанску флоту предводио је Дон Хуан Аустријски, Филипов полубрат. Филипова флота под Хуаном је потом освојила Тунис (1573), али су Турци већ следеће године поново успоставили контролу над Тунисом. Мехмед-паша Соколовић, велики везир султана Селима II, одбио је да пристане на мир. Ипак, након Лепантске битке Турци губе превласт на Медитерану.

## Устанак у Низоземској
Прве године владавине Филипа III (1555-1598) обележили су немири у Низоземској. Низоземска је била састављена од 17 провинција. На северу се говорило немачким, а на југу француским језиком. На северу је било више протестаната, а на југу католика. Постојале су две институције: генерални сталежи и штатхолдер. Генералне сталеже чинили су делегати свих провинција. Ово тело доносило је одлуку само у случају пристанка свих провинција. Штатхолдер је био представник краља у земљи и ова функција је пре и након избијања рата била резервисана за породицу Орански.
Криза је избила након одлуке Филипа да за генералног гувернера Низоземске постави члана своје породице, полусестру Маргарету, војвоткињу од Парме која је, иначе, рођена у Низоземској. Маргаретин државни савет чинила су три најугледнија великаша: Вилхелм Насавски, принц Орански (највећи низоземски земљопоседник), гроф Егмонт (успешан генерал) и гроф Хорн (Егмонтов пријатељ). Још једна значајна личност у Низоземској био је кардинал Гранвел, службеник из Франш-Контеа, чији је отац служио Карла V као канцелар.
Низоземски великаши одлучили су да искористе своју гувернерску моћ и бесправно су присвојили власт која је припадала влади, постављајући своје рођаке и пријатеље на кључне положаје у локалним владама. Гранвел је стекао личне присталице у покрајинама. Међутим, криза је избила због верских питања. Краљ је 1561. године покушао да реформише холандску цркву како би убрзао борбу против протестаната (којих је било готово исто толико колико и католика). Папском булом Филип је стекао право да створи нових 14 бискупија. Гранвел је постао надбискуп од Малинеса и нови црквени поглавар Низоземске. Тамо је већ постојала веома непопуларна папска инквизиција коју је увео Карло V. Филип доноси и плакарде, законе о смртној казни за јеретике.
Због великог ратног дуга, Шпанији је претио банкрот. Филип је приморан да поткупљује опозицију због чега је 1564. године пристао да отпусти Гранвела. Верску политику, међутим, није имао намеру да мења. Отпуштање Гранвела сматра се великом победом устаника. Оно је још више ослабило Маргаретину владу. Ипак, протестанти у Низоземској нису били тако добро организовани као хугеноти у Француској, нити су имали подршку племства. Побуна се шири 1565. и 1566. године због лоше жетве. Калвинисти су говорили о оружаном отпору према плакарде и о заузимању градова попут хугенотског у Француској. Глад, незапосленост и рат на Балтику доводе до пљачкања католичких цркава у Антверпену, Гану и другим већим градовима 1566. године која су трајала две недеље. Влада у Бриселу била је беспомоћна. Племићи су годину дана раније поднели петицију Маргарети са захтевом да укине инквизицију (тада је и настао појам „гези“ односно просјаци). Сада стају на страну Маргарете против устаника. Егмонт и остатак племства заклео се на верност гувернерки. Филип је сестри послао новац којим је окупила трупе и разбила калвинисте. Њихове вође су у бекству или су убијене. Побегао је и Орански. Он се склања у Немачку. Он се држао умерене политике и спречио је напад калвиниста на Антверпен. Због тога су га обе стране оптуживале за издају.
Филип је одлучио да затре сваки трак побуне. Имао је пред собом лоше примере француске и шкотске владе које су побуне гушиле делимично што се касније претворило у катастрофу. Због тога шаље многобројне шпанске и италијанске трупе у Низоземску под командом Фернанда Алвареза де Толеда, војводе од Албе. Он је био присталица политике чврсте руке. Алба је ухапсио и погубио Егмонта и Хорна, не обазирући се на њихове повластице које су имали као витезови Златног руна. Одувек их је сматрао за виновнике побуне, као и Оранског који је побегао у Немачку. Поставио је нови двор који је осудио 12.000 људи за учешће у побунама претходне године. То је изазвало велики страх међу побуњеницима. Нико се није усудио да пружи помоћ Оранском који је 1568. године из Немачке напао Низоземску, те је његов подухват осуђен на пропаст. Међутим, оваква политика довела је до сличне ситуације као у Француској после Вартоломејске ноћи.
Алба уводи порез од десет процената на сваку продајну трансакцију. Међутим, он није имао апарат за прикупљање таквих пореза, те „десетак“, како су га називали, никада није ни прикупљан. Он је изазвао ширење побуне. Морски просјаци, наоружана трговачка флота, заузела је 1572. године луку Брил у Холандији. До лета исте године већина градова Зеланда и Холандије пала је у њихове руке. Већина градова била је верна Филипу, али је мрзела Албу те је пуштала гезе у градове. Гезе су тада обично кршиле договор и спроводиле чистке протерујући ројалисте и злостављајући католике. Орански је покушавао да заустави тај терор, али је из њега стицао корист. Алба се није могао суочити са гезима у Холандији и Зеланду јер је очекивао напад Лудвига Насавског из Француске. Филип га је 1573. године опозвао.
Албу је наследио дон Луис де Рекесенс који је обуставио терор, али није успео да измени лоше мишљење народа према краљу настало током Албине владавине. Трошкови рата падају искључиво на Шпанију, јер „десетак“ није прикупљан. Шпанска влада је 1575. године поново банкротирала. Слаби контрола над Шпанијом. Када је Рекесенс умро 1576. године, долази до побуне шпанских трупа у Низоземској којима влада није успела да исплати плате.
Ершо и његови Политичари преузели су иницијативу у Бриселу у Државном савету. Сталежи Брабанта сазвали су Општу скупштину сталежа и 1576. године закључили мировни уговор у Гану са Холандијом и Зеландом. Чинило се да је грађанском рату крај. Шпанци су неколико дана пре тога похарали Антверпен. Краљ је био вољан да учини сваки уступак кога би устаници тражили, сем да одустане од католичке вере и свог ауторитета. За новог генералног гувернера послао је свог млађег полубрата, Дон Хуана од Аустрије, победника код Лепанта. Он је требало да посредује у измирењу. Холандија и Зеланд одбијају компромис да се шпанске трупе повуку, али да се обнови католичка религија. Због тога је грађански рат избио поново. Валонске покрајине су се јануара 1579. године придружиле Араској унији и закључиле договор са краљем којим им он признаје све старе покрајинске и аристократске повластице у замену за њихову обновљену верност и поновно успостављање католицизма. Северне покрајине истовремено формирају Утрехтску унију. Био је то калвинистички савез у коме је власт подељена између сталежа и куће Насавских. У акту званичног одрицања, чланице Утрехтске уније су се 1581. године одрекле подаништва краљу Филипу.
Дон Хуан је умро 1578. године, а наследио га је Филипов нећак Александар Фарнезе, син Маргарете од Парме. Он је био лукав политичар и без покоља, уз мало жртава, успева да поврати град за градом. Виљем Орански је очајнички тражио помоћ. У Француској је 1585. године поново избио грађански рат. Само је Енглеска могла да пружи помоћ Оранском. Он је 1584. године убијен од стране неког фанатика. Наследио га је син Морис. Успеси Александра Фарнезе доводе до расипања редова унутар Утрехтске уније која губи Ган, Фландрију, Брисел и Антверпен (1585). Елизабета прихвата понуду Уније којом јој је понуђен суверенитет над Низоземском. Шпанска армада поражена је 1588. године.
Почетком 1595. године Енглеској се у рату против Шпаније придружује и Анри IV (1589-1610). Коалицији приступа и Низоземска. Шпанија није у стању да се бори против савезника. Филип проглашава банкротство. Посредовање папе доводи до склапања мира у Вервену (1598) којим се потврђују одредбе мира у Като-Камбрезију. Филип умире 1598. године. Почетком 17. века Шпанци постижу успехе у рату захваљујући способном генералу Амброзију Спиноли. Користећи се успесима генерала Спиноле, Љерма, привадо Филиповог наследника, је присилио Низоземску на примирје. Тиме је, међутим, формално признао њену независност дајући јој право да тргује са Шпанијом и шпанским колонијама.

## Рат за португалско наслеђе
Филип II је током првих 25 година своје владавине био у дефанзиви. У потпуности је заслужио свој надимак „разборити краљ“. Борио се против највеће војне силе Европе и против Турака када је успео да постигне значајан тактички успех у бици код Лепанта. Филип је 1580. године потписао примирје са султаном. Оба царства усмерила су своју пажњу у другом правцу јер на Медитерану нису могли да успоставе превласт. Исте године Филип осваја Португал. Била је то његова прва иницијатива. Млади португалски краљ Себастијан повео је 1578. године крсташки поход на Мароко у коме је убијен. Није оставио наследника те се појавило више претендената. Један од њих био је и Филип који је сматрао да полаже права на престо. Против њега је отпор организовао Антонио, опат Кратоа. Филип је 1580. године послао у Португал војводу од Албе. Већину португалског племства придобио је поткупљивањем и обећањима. Лисабон је заузет после неколико недеља опсаде. Кардинал Гранвел био је организатор припајања Португала.

## Енглеска
Последњи успех Карла V било је организовање брака свога сина Филипа и енглеске краљице Мери. Том приликом Карло је сину предао титулу краља Напуља и Јерусалима. Венчање је обављено 25. јула 1554. године само два дана након њиховог првог сусрета. Као супруг Мери Тјудор, Филип је понео титулу енглеског краља. Требало је да је носи онолико дуго колико би брак потрајао. Сви званични документи, укључујући и законе донете од стране енглеског Парламента, требало је да носе име и Филипа и Марије. На новцу је такође требало да буде кован лик краља Филипа. Другим речима, Филип је постао савладар своје супруге. Папа Павле IV је папском булом из 1555. године признао Филипа и Мери краљем и краљицом Ирске. Охоло понашање Филипове свите повећало је мржњу и страх Енглеза према Шпанцима и католицима. Многи Енглези повезивали су шпанску тиранију и католицизам. Мери и Филип нису имали деце. Мери је умрла 1558. године што је означило и крај уније. Наследила ју је сестра Елизабета.
Филип није имао намеру да се одрекне енглеског престола већ је послао женидбене понуде краљици Елизабети. Међутим, она је одбила. Елизабета је подржавала протестанте, као ћерка Хенрија VIII и Ане Болен. Ана Болен је била друга супруга Хенрија VIII. Папа Клемент VII одбио је да призна обај брак под притиском Карла V те је католичка црква сматрала Елизабету нелегитимним владарем. Дуги низ година Филип је одржавао мир са Енглеском те је чак и бранио Елизабету од папе који је претио да ће је екскомуницирати. До сукоба је дошло због уплитања енглеске краљице у устанак у Низоземској (1585). Повод за избијање рата је погубљење Мери Стјуарт од стране енглеске краљице. Мери, ћерка шкотског краља Џејмса V, је била удовица француског краља Франсое II. Након мужевљеве смрти, Мери се вратила у Шкотску. Брак са Џејмсом Хепберном, 4. грофом од Ботвела изазвало је негодовање народа те је Мери 1567. године принуђена да абдицира и побегне у Енглеску. Мери је 1586. године ухапшена под оптужбом за учешће у Бабингтоновој завери. Суд ју је прогласио кривом и осудио на смрт. Погубљење је извршено фебруара 1587. године. Остало је забележено да је Мери умрла мученички јер ју је џелат морао ударити два пута секиром како би јој одсекао главу.
Филип се користи погубљењем Мери Стјуарт да покрене флоту којом би освојио острво. Папа Сикст V нерадо за то даје сагласност. Шпанска армада представља дуготрајан и скуп посао. Имала је 500 бродова који су превозили око 60.000 војника. Њена укупна вредност је 4.000.000 дуката. Сер Френсис Дрејк, енглески гусар и адмирал, 1587. године упада у Кадис и уништава 24 брода. Шпанци напад одлажу за 1588. годину. На његовом челу био је неискусни војвода Медино Сидони. На Енглеску је кренуло 130 бродова. Предвиђено је спајање са шпанским трупама у Низоземској. Јула 1588. године је у Ламаншу енглеска флота дочекала Шпанце. Снаге су биле приближно једнаке. Шпански бродови су били тежи за покретање. Енглеска је однела велику победу, али није успела да потпуно уништи флоту. Многи бродови страдају од олуке на шкотским и ирским обалама. Свега 44 брода вратило се у Шпанију.
Шпанска флота нападала је Енглеску још три пута (1596, 1597. и 1599. године), али је сваки напад завршен неуспешно. Мета прва два напада била је Енглеска, а трећи напад преусмерен је да одбије енглески напад на Азоре и Канарска острва. Енглеско-шпански рат наставиће се и након Филипове смрти. Окончан је 18. августа 1604. године Лондонским миром између енглеског краља Џејмса I и шпанског краља Филипа III.

## Смрт
Филип је умро у својој резиденцији у Ел Ескоријалу у близини Мадрида 13. септембра 1598. године од рака. Наследио га је син Филип III.

## Породица
Филип се женио четири пута и оставио је иза себе бројно потомство. Прва жена била му је рођака Марија Мануела од Португала. Она је била ћерка Филиповог ујака, Јована III и Каталине од Аустрије. Венчање је обављено у Саламанки 12. новембра 1543. године. Марија је Филипу родила сина и умрла је четири дана након порођаја.
- Карлос од Астурије (8. јул 1545—24. јул 1568.), умро неожењен, без деце.

Филипова друга супруга била је Мери Тјудор, краљица Енглеске. Венчање је обављено 25. јула 1554. године у катедрали у Винчестеру. Филип је захваљујући овом браку понео титулу краља Енглеске и Ирске. Мери и Филип нису имали деце. Мери је умрла 1558. године чиме Филип губи титулу краља Енглеске и Ирске.
Филипова трећа супруга била је Елизабета од Валоа, најстарија ћерка Анрија II и Катарине Медичи. Елизабета је такође била у неком сродству са Филипом. Њих двоје су имали заједничког претка, Алфонса VII од Леона и Кастиље. Брак је склопљен 1559. године, а Елизабета је умрла 1568. године. Родила је Филипу пет кћери и сина. Преживеле су две ћерке.
- Изабела Клара Евгенија (12. август 1566—1. децембар 1633.), удата за Алберта VII, надвојводу Аустрије.
- Катарина (10. октобар 1567—6. новембар 1597.), удата за Карла Емануела I од Савоје.

Филипова четврта супруга била је нећака, Ана Аустријска. Родила му је четворицу синова и једну ћерку. Ана је умрла 1580. године од срчаног напада.
- Фердинанд од Астурије (4. децембар 1571—18. октобар 1578.), умро млад.
- Карло Лоренс (12. август 1573—30. јун 1575.), умро млад.
- Дијего од Астурије (15. август 1575—21. новембар 1582.), умро млад.
- Филип III (3. април 1578—31. март 1621.), који је наследио оца на престолу 1598. године.
- Марија (14. фебруар 1580—5. август 1583.), умрла млада.

## Породично стабло
|  |                                             |  |  |  |  |  |  |  |  |  |  |  |  |  |  |  |
|  | 16. Фридрих III, цар Светог римског царства |  |  |  |  |  |  |  |  |  |  |  |  |  |  |  |
|  |                                             |  |  |  |  |  |  |  |  |  |  |  |  |  |  |  |
|  |                                             |  |  |  |  |  |  |  |  |  |  |  |  |  |  |  |
|  | 8. Максимилијан I Хабзбуршки                |  |  |  |  |  |  |  |  |  |  |  |  |  |  |  |
|  |                                             |  |  |  |  |  |  |  |  |  |  |  |  |  |  |  |
|  |                                             |  |  |  |  |  |  |  |  |  |  |  |  |  |  |  |
|  | 17. Елеонора од Португалије                 |  |  |  |  |  |  |  |  |  |  |  |  |  |  |  |
|  |                                             |  |  |  |  |  |  |  |  |  |  |  |  |  |  |  |
|  |                                             |  |  |  |  |  |  |  |  |  |  |  |  |  |  |  |
|  | 4. Филип I од Кастиље                       |  |  |  |  |  |  |  |  |  |  |  |  |  |  |  |
|  |                                             |  |  |  |  |  |  |  |  |  |  |  |  |  |  |  |
|  |                                             |  |  |  |  |  |  |  |  |  |  |  |  |  |  |  |
|  | 18. Карло Смели                             |  |  |  |  |  |  |  |  |  |  |  |  |  |  |  |
|  |                                             |  |  |  |  |  |  |  |  |  |  |  |  |  |  |  |
|  |                                             |  |  |  |  |  |  |  |  |  |  |  |  |  |  |  |
|  | 9. Марија од Бургундије                     |  |  |  |  |  |  |  |  |  |  |  |  |  |  |  |
|  |                                             |  |  |  |  |  |  |  |  |  |  |  |  |  |  |  |
|  |                                             |  |  |  |  |  |  |  |  |  |  |  |  |  |  |  |
|  | 19. Изабела Бурбон                          |  |  |  |  |  |  |  |  |  |  |  |  |  |  |  |
|  |                                             |  |  |  |  |  |  |  |  |  |  |  |  |  |  |  |
|  |                                             |  |  |  |  |  |  |  |  |  |  |  |  |  |  |  |
|  | 2. Карло V, цар Светог римског царства      |  |  |  |  |  |  |  |  |  |  |  |  |  |  |  |
|  |                                             |  |  |  |  |  |  |  |  |  |  |  |  |  |  |  |
|  |                                             |  |  |  |  |  |  |  |  |  |  |  |  |  |  |  |
|  | 20. Хуан II од Арагона (= 28)               |  |  |  |  |  |  |  |  |  |  |  |  |  |  |  |
|  |                                             |  |  |  |  |  |  |  |  |  |  |  |  |  |  |  |
|  |                                             |  |  |  |  |  |  |  |  |  |  |  |  |  |  |  |
|  | 10. Фернандо II од Арагона (= 14)           |  |  |  |  |  |  |  |  |  |  |  |  |  |  |  |
|  |                                             |  |  |  |  |  |  |  |  |  |  |  |  |  |  |  |
|  |                                             |  |  |  |  |  |  |  |  |  |  |  |  |  |  |  |
|  | 21. Хуана Енрикез (= 29)                    |  |  |  |  |  |  |  |  |  |  |  |  |  |  |  |
|  |                                             |  |  |  |  |  |  |  |  |  |  |  |  |  |  |  |
|  |                                             |  |  |  |  |  |  |  |  |  |  |  |  |  |  |  |
|  | 5. Хуана од Кастиље                         |  |  |  |  |  |  |  |  |  |  |  |  |  |  |  |
|  |                                             |  |  |  |  |  |  |  |  |  |  |  |  |  |  |  |
|  |                                             |  |  |  |  |  |  |  |  |  |  |  |  |  |  |  |
|  | 22. Хуан II од Кастиље (= 30)               |  |  |  |  |  |  |  |  |  |  |  |  |  |  |  |
|  |                                             |  |  |  |  |  |  |  |  |  |  |  |  |  |  |  |
|  |                                             |  |  |  |  |  |  |  |  |  |  |  |  |  |  |  |
|  | 11. Изабела I од Кастиље (= 15)             |  |  |  |  |  |  |  |  |  |  |  |  |  |  |  |
|  |                                             |  |  |  |  |  |  |  |  |  |  |  |  |  |  |  |
|  |                                             |  |  |  |  |  |  |  |  |  |  |  |  |  |  |  |
|  | 23. Изабела од Португала (= 31)             |  |  |  |  |  |  |  |  |  |  |  |  |  |  |  |
|  |                                             |  |  |  |  |  |  |  |  |  |  |  |  |  |  |  |
|  |                                             |  |  |  |  |  |  |  |  |  |  |  |  |  |  |  |
|  | 1. Филип II од Шпаније                      |  |  |  |  |  |  |  |  |  |  |  |  |  |  |  |
|  |                                             |  |  |  |  |  |  |  |  |  |  |  |  |  |  |  |
|  |                                             |  |  |  |  |  |  |  |  |  |  |  |  |  |  |  |
|  | 24. Дуарте I Португалски                    |  |  |  |  |  |  |  |  |  |  |  |  |  |  |  |
|  |                                             |  |  |  |  |  |  |  |  |  |  |  |  |  |  |  |
|  |                                             |  |  |  |  |  |  |  |  |  |  |  |  |  |  |  |
|  | 12. Фердинанд од Визеуа                     |  |  |  |  |  |  |  |  |  |  |  |  |  |  |  |
|  |                                             |  |  |  |  |  |  |  |  |  |  |  |  |  |  |  |
|  |                                             |  |  |  |  |  |  |  |  |  |  |  |  |  |  |  |
|  | 25. Елеонора Арагонска, краљица Португалије |  |  |  |  |  |  |  |  |  |  |  |  |  |  |  |
|  |                                             |  |  |  |  |  |  |  |  |  |  |  |  |  |  |  |
|  |                                             |  |  |  |  |  |  |  |  |  |  |  |  |  |  |  |
|  | 6. Мануел I Португалски                     |  |  |  |  |  |  |  |  |  |  |  |  |  |  |  |
|  |                                             |  |  |  |  |  |  |  |  |  |  |  |  |  |  |  |
|  |                                             |  |  |  |  |  |  |  |  |  |  |  |  |  |  |  |
|  | 26. Infante João, Constable of Portugal     |  |  |  |  |  |  |  |  |  |  |  |  |  |  |  |
|  |                                             |  |  |  |  |  |  |  |  |  |  |  |  |  |  |  |
|  |                                             |  |  |  |  |  |  |  |  |  |  |  |  |  |  |  |
|  | 13. Беатрис од Визеуа                       |  |  |  |  |  |  |  |  |  |  |  |  |  |  |  |
|  |                                             |  |  |  |  |  |  |  |  |  |  |  |  |  |  |  |
|  |                                             |  |  |  |  |  |  |  |  |  |  |  |  |  |  |  |
|  | 27. Изабела од Брагансе                     |  |  |  |  |  |  |  |  |  |  |  |  |  |  |  |
|  |                                             |  |  |  |  |  |  |  |  |  |  |  |  |  |  |  |
|  |                                             |  |  |  |  |  |  |  |  |  |  |  |  |  |  |  |
|  | 3. Изабела Авиз                             |  |  |  |  |  |  |  |  |  |  |  |  |  |  |  |
|  |                                             |  |  |  |  |  |  |  |  |  |  |  |  |  |  |  |
|  |                                             |  |  |  |  |  |  |  |  |  |  |  |  |  |  |  |
|  | 28. Хуан II од Арагона (= 20)               |  |  |  |  |  |  |  |  |  |  |  |  |  |  |  |
|  |                                             |  |  |  |  |  |  |  |  |  |  |  |  |  |  |  |
|  |                                             |  |  |  |  |  |  |  |  |  |  |  |  |  |  |  |
|  | 14. Фернандо II од Арагона (= 10)           |  |  |  |  |  |  |  |  |  |  |  |  |  |  |  |
|  |                                             |  |  |  |  |  |  |  |  |  |  |  |  |  |  |  |
|  |                                             |  |  |  |  |  |  |  |  |  |  |  |  |  |  |  |
|  | 29. Хуана Енрикез (= 21)                    |  |  |  |  |  |  |  |  |  |  |  |  |  |  |  |
|  |                                             |  |  |  |  |  |  |  |  |  |  |  |  |  |  |  |
|  |                                             |  |  |  |  |  |  |  |  |  |  |  |  |  |  |  |
|  | 7. Марија од Арагона и Кастиље              |  |  |  |  |  |  |  |  |  |  |  |  |  |  |  |
|  |                                             |  |  |  |  |  |  |  |  |  |  |  |  |  |  |  |
|  |                                             |  |  |  |  |  |  |  |  |  |  |  |  |  |  |  |
|  | 30. Хуан II од Кастиље (= 22)               |  |  |  |  |  |  |  |  |  |  |  |  |  |  |  |
|  |                                             |  |  |  |  |  |  |  |  |  |  |  |  |  |  |  |
|  |                                             |  |  |  |  |  |  |  |  |  |  |  |  |  |  |  |
|  | 15. Изабела I од Кастиље (= 11)             |  |  |  |  |  |  |  |  |  |  |  |  |  |  |  |
|  |                                             |  |  |  |  |  |  |  |  |  |  |  |  |  |  |  |
|  |                                             |  |  |  |  |  |  |  |  |  |  |  |  |  |  |  |
|  | 31. Изабела од Португала (= 23)             |  |  |  |  |  |  |  |  |  |  |  |  |  |  |  |
|  |                                             |  |  |  |  |  |  |  |  |  |  |  |  |  |  |  |
|  |                                             |  |  |  |  |  |  |  |  |  |  |  |  |  |  |  |

| Најчешће верзије             | Најчешће верзије | Најчешће верзије | Најчешће верзије | Најчешће верзије |
| ---------------------------- | ---------------- | ---------------- | ---------------- | ---------------- |
|                              |                  |                  |                  |                  |
| 1556–1558 (као шпански краљ) | 1558–1580        | 1558–1580        | 1580–1598        | 1580–1598        |

| Грбови Шпанског краљевства | Грбови Шпанског краљевства | Грбови Шпанског краљевства | Грбови Шпанског краљевства |
| Краљевина Навара           | Краљевина Навара           | Краљевина Галиција         | Краљевина Галиција         |
| -------------------------- | -------------------------- | -------------------------- | -------------------------- |
|                            |                            |                            |                            |
| 1558–1580                  | 1558–1580                  | 1580–1598                  | 1580–1598                  |

| Бургундска варијанта | Бургундска варијанта |
| Грофовија Бургундија | Грофовија Бургундија |
| -------------------- | -------------------- |
|                      |                      |
| 1556-1580            | 1580-1898            |

| Италијанска варијанта | Италијанска варијанта | Италијанска варијанта | Италијанска варијанта        | Италијанска варијанта                       |
| --------------------- | --------------------- | --------------------- | ---------------------------- | ------------------------------------------- |
| Миланско војводство   | Миланско војводство   | Миланско војводство   | Краљевина Пијемонт-Сардинија | Напуљско краљевство and Краљевство Сицилија |
|                       |                       |                       |                              |                                             |
| 1554–1558             | 1558–1580             | 1580–1598             | 1580–1598                    | 1554–1598                                   |

|                         |  |  |
| краљ Енглеске 1556–1558 |  |  |